# Hòa Tiến, Hưng Hà
Hòa Tiến là một xã thuộc huyện Hưng Hà, tỉnh Thái Bình, Việt Nam.
Xã Hòa Tiến có diện tích 8,18 km², dân số năm 1999 là 10510 người, mật độ dân số đạt 1285 người/km².